# Parabahita lurida
Parabahita lurida är en insektsart som beskrevs av Rauno E. Linnavuori 1959. Parabahita lurida ingår i släktet Parabahita och familjen dvärgstritar. Inga underarter finns listade i Catalogue of Life.